# Young Noble

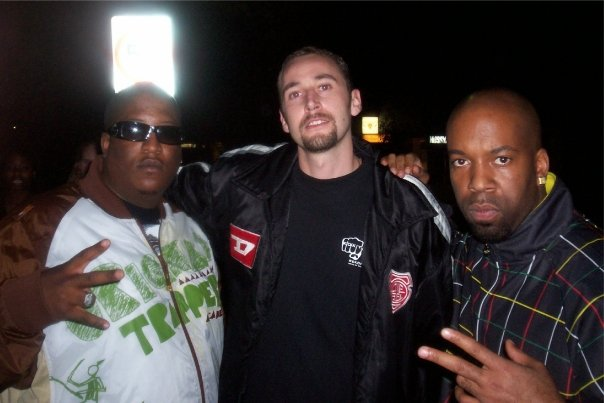
EDI Mean, Big Dave und Young Noble (v. l., 2008)

Young Noble (bürgerlich Rufus Lee Cooper III; * 21. März 1978 in Los Angeles, Kalifornien; † 4. Juli 2025 in Atlanta, Georgia) war ein US-amerikanischer Rapper, der insbesondere als Mitglied der Gruppe Outlawz bekannt war.

## Leben
Rufus Cooper III wurde 1978 im kalifornischen Los Angeles geboren. Er gab sein Debüt 1996 auf Tupac Shakurs fünftem Studioalbum The Don Killuminati: The 7 Day Theory, auf dem er in vier Liedern als Gastrapper vertreten ist.
Anfang des Jahres 1996 schloss sich Noble der von Shakur gegründeten Gruppe Outlawz an und war damit das letzte Mitglied, das von Tupac vor seinem gewaltsamen Tod in die Gruppe aufgenommen wurde.
Auf dem dritten posthum veröffentlichten Album von Tupac und den Outlawz, Still I Rise, war Young Noble mit von der Partie und trat in zehn der insgesamt fünfzehn Lieder als Rapper in Erscheinung.
2002 erschien sein erstes Soloalbum Noble Justice, und im März 2012 wurden die zwei Sampler Outlaw Rydahz Vol. 1 und Outlaw Nation ‘Outlaw Rydaz Volume One’ veröffentlicht. Young Noble war in Deutschland vor allem durch seine Features mit dem deutschen Rapper Eko Fresh bekannt.
Young Noble starb am 4. Juli 2025 im Alter von 47 Jahren durch Suizid.

## Diskografie
Soloalben 
- 2002: Noble Justice
- 2012: Son of God
- 2016: Powerful